# Jarlan Barrera
Jarlan Junior Barrera Escalona (Santa Marta, 16 settembre 1995) è un calciatore colombiano, centrocampista del Deportivo Cali.

## Carriera

### Club
Cresciuto nelle giovanili dell'Atlético Junior, ha esordito il 7 marzo 2013 in un match di Copa Colombia vinto 6-0 contro il Valledupar.

### Nazionale
Nel 2015 con la nazionale Under-20 colombiana ha preso parte al campionato sudamericano, disputando 8 partite condite da due gol, ed al campionato mondiale, disputando 4 partite.

## Statistiche

### Presenze e reti nei club
Statistiche aggiornate al 30 gennaio 2017.
| Stagione        | Squadra         | Campionato      | Campionato | Campionato | Coppe nazionali | Coppe nazionali | Coppe nazionali | Coppe continentali | Coppe continentali | Coppe continentali | Altre coppe | Altre coppe | Altre coppe | Totale | Totale | Totale |
| Stagione        | Squadra         | Comp            | Pres       | Reti       | Comp            | Pres            | Reti            | Comp               | Pres               | Reti               | Comp        | Pres        | Reti        | Pres   | Reti   |        |
| --------------- | --------------- | --------------- | ---------- | ---------- | --------------- | --------------- | --------------- | ------------------ | ------------------ | ------------------ | ----------- | ----------- | ----------- | ------ | ------ | ------ |
| 2013            | Atlético Junior | A               | 0          | 0          | CC              | 5               | 0               |                    | -                  | -                  |             | -           | -           | 5      | 0      |        |
| 2014            | Atlético Junior | A               | 13         | 2          | CC              | 11              | 3               |                    | -                  | -                  |             | -           | -           | 24     | 5      |        |
| 2015            | Atlético Junior | A               | 25         | 5          | CC              | 8               | 2               | CS                 | 3                  | 1                  |             | -           | -           | 36     | 8      |        |
| 2016            | Atlético Junior | A               | 26         | 4          | CC              | 3               | 1               | CS                 | 2                  | 0                  |             | -           | -           | 31     | 5      |        |
| 2017            | Atlético Junior | A               | 35         | 5          | CC              | 9               | 4               | CS                 | 5                  | 0                  |             | -           | -           | 49     | 9      |        |
| Totale carriera | Totale carriera | Totale carriera | 99         | 16         |                 | 36              | 10              |                    | 10                 | 1                  |             | -           | -           | 145    | 27     |        |

## Palmarès

### Club

#### Competizioni nazionali
- Copa Colombia: 2

Atlético Junior: 2015, 2017
- Campionato colombiano: 1

Atlético Junior: 2018-II